# Trüstedt (Gardelegen)
Trüstedt ist ein Ortsteil der Hansestadt Gardelegen im Altmarkkreis Salzwedel in Sachsen-Anhalt.

## Geografie
Trüstedt, ein Straßendorf mit Kirche, liegt acht Kilometer nordöstlich von Gardelegen in der Altmark.

## Geschichte

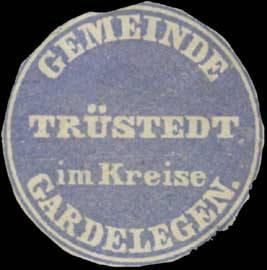
Siegelmarke der Gemeinde Trüstedt

Im Jahre 1382 wird das Dorf Trüstedt erstmals als Trustede erwähnt, als Gerhard und Gerhard von Wedderden zu Calvörde das Dorf dem Kloster Neuendorf verkaufen. Ein Heyne Tristeden, Bürger in Gardelegen, wird im Jahre 1413 erwähnt. Die Bürgerfamilie wird bis 1520 mehrfach erwähnt.
Nach der Säkularisation des Klosters Neuendorf wurde auf der wüsten Feldmark, wahrscheinlich auf oder dicht bei der alten Dorfstelle, ein Domänenvorwerk angelegt. Das Vorwerk bestand wohl schon zur Klosterzeit und zur Zeit der Administration vor 1559. Im Inventar des Neuendorfer Klosterhofs und des Vorwerks Trüstedt von 1559 im Geheimem Staatsarchiv werden bei Trüstedt etliche alte und „böse“ Geräte genannt. Im Jahr 1573 wird der Ort Trustedt genannt.
An der Stelle des Vorwerks ließ König Friedrich I. im Jahre 1702 15 französische Hugenottenfamilien ansiedeln. Es wurde eine Kolonie gegründet und die zerstörte Dorfkirche wieder aufgebaut und 1708 durch den Hofprediger Jablonski als reformierte Kirche eingeweiht. Im amtlichen Nachweis von 1703 über die Erbpacht im Amt Neuendorf werden bei Trüstedt 12 Franzosen namentlich aufgeführt, beispielsweise Henri und Antoin Vierne. Sie gaben jeder 68 Reichstaler Erbpachtgeld. Im Jahre 1749 wurde die Gemeinde durch vier reformierte Familien aus der Pfalz vergrößert. Die französischen Familien verließen die Kolonie nach und nach wieder, da sie trotz der Unterstützung kein Auskommen fanden. Sie gingen nach Neuhaldensleben und Magdeburg.
Im Jahre 1959 entstand die erste Landwirtschaftliche Produktionsgenossenschaft vom Typ III, die LPG „Klement Gottwald“. Sie wurde 1976 an die LPG Tierproduktion Jävenitz angeschlossen.

### Herkunft des Ortsnamens
Franz Mertens leitet den Ortsnamen Trüstedt vom niederländischen Wort „drysch“ für „unbedeutendes Ackerland“ ab.

### Sadenbeck
Etwa 1½ Kilometer südwestlich von Trüstedt lag der Wohnplatz Sadenbeck. Er wurde im 19. Jahrhundert als Vorwerk auf der wüsten Feldmark des gleichnamigen Dorfes angelegt. Im Jahr 1895 und 1905 gab es in Sadenbeck nur ein Wohnhaus. Der Ort gehörte noch 1931 zur Gemeinde Trüstedt und wurde 1232 erstmalig erwähnt.

### Eingemeindungen
Ursprünglich gehörte das Dorf zum Tangermündeschen Kreis der Mark Brandenburg in der Altmark. Zwischen 1807 und 1810 lag es im Landkanton Gardelegen auf dem Territorium des napoleonischen Königreichs Westphalen. Ab 1816 gehörte die Gemeinde zum Kreis Gardelegen, dem späteren Landkreis Gardelegen.
Ab dem 25. August 1952 gehörte die Gemeinde Trüstedt zum Kreis Gardelegen. Am 15. April 1973 wurde die Gemeinde Trüstedt zusammen mit ihrem Wohnplatz Jäskau aus dem Kreis Gardelegen in die Gemeinde Jävenitz eingemeindet. Am 1. Juli 1994 wurde die Gemeinde Trüstedt in den Altmarkkreis Salzwedel umgegliedert. Seit der Eingemeindung von Jävenitz in Gardelegen am 1. Januar 2011 gehört der Ortsteil Trüstedt nun zur Hansestadt Gardelegen. Jäskau gehört heute unverändert zu Jävenitz, obwohl es in der Gemarkung Trüstedt liegt. Eine Ortschaft Jävenitz wurde nicht gebildet.

### Einwohnerentwicklung
| Jahr | Einwohner |
| ---- | --------- |
| 1772 | 096       |
| 1790 | 162       |
| 1798 | 182       |
| 1801 | 181       |
| 1818 | 174       |
| 1840 | 235       |

| Jahr | Einwohner |
| ---- | --------- |
| 1864 | 252       |
| 1871 | 253       |
| 1885 | 225       |
| 1892 | [00]246   |
| 1895 | 238       |
| 1900 | [00]251   |

| Jahr | Einwohner |
| ---- | --------- |
| 1905 | 224       |
| 1910 | [00]252   |
| 1925 | 261       |
| 1939 | 232       |
| 1946 | 384       |
| 1964 | 245       |

| Jahr | Einwohner |
| ---- | --------- |
| 1971 | 249       |
| 2012 | [00]115   |
| 2017 | 108       |
| 2021 | [0]091    |
| 2022 | [0]096    |

Quelle, wenn nicht angegeben, bis 1971:

## Religion
- Die evangelische Kirchengemeinde Trüstedt, die früher zur Pfarrei Trüstedt gehörte,[21] kam Jahre 2000 zum neu gebildeten Kirchspiel Kloster Neuendorf,[1] das heute betreut wird vom Pfarrbereich Kloster Neuendorf im Kirchenkreis Salzwedel im Propstsprengel Stendal-Magdeburg der Evangelischen Kirche in Mitteldeutschland.[22] Bis 1998 hatte die Kirchengemeinde zum Kirchenkreis Gardelegen gehört.
- Im Jahre 1702 war in Trüstedt eine Predigerstelle geschaffen worden. Die Kirche wurde erst 1707 wiederhergestellt. Die Konfession war anfangs französisch-reformiert, später deutsch-reformiert, ab 1827 uniert.[23] Die ersten beiden reformierten Prediger waren Jean de Poutel (1702 bis 1706) und Didachius Holzhalb (1706 bis 1739),[8] auch Didacus Halbholz genannt. Er stammte aus Zürich.[24] Die historischen Überlieferungen in Kirchenbüchern für Trüstedt beginnen im Jahre 1707.[25]
- Die katholischen Christen gehören zur Pfarrei St. Hildegard in Gardelegen im Dekanat Stendal im Bistum Magdeburg.[26]

## Kultur und Sehenswürdigkeiten
- Die evangelische Dorfkirche Trüstedt ist eine schlichter Feldsteinbau ohne Turm. Sie wurde 1707 wiederhergestellt. Neben der Kirche steht ein Glockenträger mit einer Glocke von Gustav Collier aus Zehlendorf.[27]
- Der Friedhof des Dorfes befindet sich auf dem Kirchhof.

## Sagen aus Trüstedt

### Der Untergang des Dorfes Sadenbeck
1859 berichtete Johann Friedrich Danneil, dass das Dorf Sadenbeck der Sage nach durch einen Wolkenbruch zerstört wurde.
Im Jahre 1908 wurde im Altmärkischen Sagenschatz eine vom Trüstedter Pastor Carl Friedrich Christian Theodor Heinzelmann überlieferte Sage veröffentlicht. Heinzelmann schrieb: „Gegen Ende des 16. Jahrhunderts (1590-1600) soll nun das Dorf Sadenbeck, von dem ich als Knabe noch Trümmer am Neuendorf-Algenstedter Wege im Dorngebüsch habe liegen sehen, von einem schweren Wolkenbruch zerstört worden sein. Wenn man die Lokalitäten näher besichtigt, erscheint dies nicht unwahrscheinlich.“
An einem heißen Sommertag war eine Mutter mit ihren zwei Kindern unterwegs, als ein schweres Gewitter mit sehr tief hängenden Wolken aufzog. Da sagte der sechsjährige Knabe zur Mutter: „Sieh, Mutter, dort liegt eine Stange; damit will ich einmal in die dicken Wolken hineinstechen.“ Kaum war der Knabe mit seiner Stange den Wolken nahegekommen, als sich eine ungeheure Wassermasse auf die drei Personen im Fuhrwerk und in das tief unten liegende Dorf ergoss und alle Gebäude hinwegriss. Das in der Wiege liegende Kind wurde von den Fluten erfasst und nach dem tiefer gelegenen Dorfe Hemstedt getrieben.
Im Jahre 1994 erzählte Hanns H. F. Schmidt die Sage unter dem Titel „Die Stange in den Wolken“ in seinem Sagenbuch nach.

### Weiße Frau zeigt einen Schatz
Adalbert Kuhn und Wilhelm Schwartz überlieferten 1848 eine Sage über die Kirche von Sadenbeck. Zwischen Gardelegen und Lindstedt soll ehemals ein Dorf gelegen haben, von dem man noch Gemäuer und die Reste der Kirche sieht, unter denen ein großer Schatz liegen soll. Einem Hirt aus Trüstedt begegnete auf der Weide einer weißgekleideten Frau, die ihm sagte, dass er bestimmt sei, den Schatz zu heben und sie zu erlösen. Er müsse ihr nur folgen und den großen schwarzen Hund streicheln und küssen, der den Schatz bewacht. Das hat er aber nicht tun wollen.
Bei Hanns H. F. Schmidt heißt die Sage „Begegnung mit der Geisterfrau“.